# Широківська сільська рада (Криворізький район)
Широ́ківська сільська́ ра́да — орган місцевого самоврядування у Криворізькому районі Дніпропетровської області. Адміністративний центр — село Широке.

## Загальні відомості
- Населення ради: 1 987 осіб (станом на 2001 рік)

### Населені пункти
Широківській сільській раді підпорядковані:
- с. Широке
- с. Шевченкове
- с. Вільний Табір
- с. Романівка
- с. Вільний Посад
- с. Новоселівка

## Історія
Утворена в 1924 році. Станом на 1946 рік сільській раді підпорядковувались такі населені пункти:
- с. Широке
- с. Григорівка (південна частина сучасного с. Широке)
- хут. Нові Садки
- хут. Вільний Табір

Станом на 1979 рік до складу сільради належали:
- с. Широке
- с. Братсько-Семенівка
- с. Вільний Посад
- с. Вільний Табір
- с. Маяк
- с. Надеждівка
- с. Новоселівка
- с. Романівка
- с. Шевченкове
- с-ще Пічугіне

## Склад ради
Рада складається з 18 депутатів та голови.
- Голова ради: Соляник Микола Миколайович
- Секретар ради: Муха Лариса Василівна

### Керівний склад попередніх скликань
| Прізвище, ім'я, по батькові | Основні відомості                                                                      | Дата обрання | Дата звільнення |
| --------------------------- | -------------------------------------------------------------------------------------- | ------------ | --------------- |
| Соляник Микола Миколайович  | Сільський голова, 1944 року народження, освіта вища, член Комуністичної партії України | 26.03.2006   | 31.10.2010      |
| Соляник Микола Миколайович  | Сільський голова, 1944 року народження, освіта вища, член Партії регіонів              | 31.10.2010   |                 |
| Соляник Микола Миколайович  | Сільський голова, 1944 року народження, освіта вища, безпартійний                      |              |                 |

Примітка: таблиця складена за даними сайту Верховної Ради України

### Депутати
За результатами місцевих виборів 2010 року депутатами ради стали:

#### За суб'єктами висування
| Суб'єкт висування | Кількість обраних депутатів | %    |
| ----------------- | --------------------------- | ---- |
| Партія регіонів   | 17                          | 94,4 |
| Самовисування     | 1                           | 5,6  |

#### За округами
| № округу        | Прізвище, ім'я, по батькові       | Дата визнання обраним | Освіта  | Партійна приналежність | Відомості про обраного депутата                                          |
| --------------- | --------------------------------- | --------------------- | ------- | ---------------------- | ------------------------------------------------------------------------ |
| Партія регіонів |                                   |                       |         |                        |                                                                          |
| 1               | Ананьєв Максим Анатолійович       | 02.11.2010            | вища    | член Партії регіонів   | ВАТ «Арселор Мітал Кривий Ріг», електрогазозварювальник                  |
| 2               | Мельяновська Людмила Василівна    | 02.11.2010            | середня | член Партії регіонів   | Широківський дошкільний навчальний заклад «Оленка», бухгалтер            |
| 3               | Сорухан Наталія Григорівна        | 02.11.2010            | середня | член Партії регіонів   | Широківська сільська рада, бухгалтер                                     |
| 4               | Новікова Наталя Валентинівна      | 02.11.2010            | середня | член Партії регіонів   | Широківський СБК                                                         |
| 5               | Муха Лариса Василівна             | 02.11.2010            | середня | член Партії регіонів   | Широківська сільська рада, секретар                                      |
| 6               | Чикунська Ганна Миколаївна        | 02.11.2010            | вища    | член Партії регіонів   | Широківський дошкільний навчальний заклад «Оленка», завідувачка          |
| 7               | Трофименко Світлана Олександрівна | 02.11.2010            | вища    | член Партії регіонів   | Широківська загальноосвітня середня школа, директор                      |
| 8               | Полохало Наталя Станіславівна     | 02.11.2010            | середня | член Партії регіонів   | тимчасово не працює                                                      |
| 9               | Уласюк Любов Миколаївна           | 02.11.2010            | середня | член Партії регіонів   | тимчасово не працює                                                      |
| 10              | Ващенко Анатолій Миколайович      | 02.11.2010            | вища    | член Партії регіонів   | Самостійна державна пожежна частина № 12, заступник начальника           |
| 12              | Андрєєва Галина Богданівна        | 02.11.2010            | середня | член Партії регіонів   | Широківський дошкільний навчальний заклад «Оленка», вихователь           |
| 13              | Андрєєва Ганна Григорівна         | 02.11.2010            | середня | член Партії регіонів   | тимчасово не працює                                                      |
| 14              | Підгайна Любов Дмитрівна          | 02.11.2010            | середня | член Партії регіонів   | тимчасово не працює                                                      |
| 15              | Колесник Василь Васильович        | 02.11.2010            | середня | член Партії регіонів   | ТОВ «Інтерлок», охоронець                                                |
| 16              | Шайнер Валентина Василівна        | 02.11.2010            | середня | член Партії регіонів   | Романівський фельдшерсько-акушерський пункт, молодший медичний працівник |
| 17              | Чебелюк Володимир Федорович       | 02.11.2010            | вища    | член Партії регіонів   | Криворізька державна лікарня ветеринарної медицини, ветлікар             |
| 18              | Нарзієва Гульсара Нормухамедівна  | 02.11.2010            | середня | член Партії регіонів   | територіальний центр Криворізької РДА, соціальний працівник              |
| Самовисування   |                                   |                       |         |                        |                                                                          |
| 11              | Кушпа Михайло Зіновійович         | 02.11.2010            | вища    | позапартійний          | тимчасово не працює                                                      |